# محرر بن أبي هريرة
محرر بن أبي هريرة تابعي وأحد رواة الحديث النبوي، اسمه محرر بن أبي هريرة بن عامر بن عبد ذي الشرى بن طريف بن عتاب بن أبي صعب بن منبه بن سعد بن ثعلبة بن سليم بن فهم بن غنم بن دوس، ابن الصحابي أبو هريرة، روى الحديث عن أبيه وكان قليل الحديث، توفي بالمدينة المنورة في خلافة عمر بن عبد العزيز.

## نسبه
مُحَرَّرُ بْنُ أَبِي هُرَيْرَةَ بْنِ عَامِرِ بْنِ عَبْدِ ذِي الشَّرَى بْنِ طَرِيفِ بْنِ عَتَّابِ بْنِ أَبِي صَعْبِ بْنُ مُنَبِّهِ بْنِ سَعْدِ بْنِ ثَعْلَبَةَ بْنِ سُلَيْمِ بْنِ فَهْمِ بْنِ غَنْمِ بْنِ دَوْسٍ مِنَ الْأَزْدِ .